# Goticismo

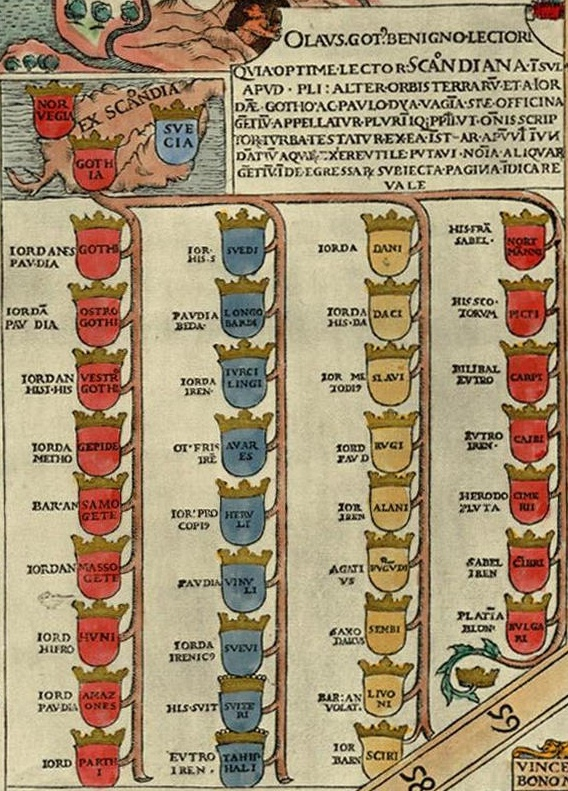
Tabela dos povos originários da Escandinávia, segundo Johannes Magnus e Olaus Magnus, referenciando o historiador Jordanes

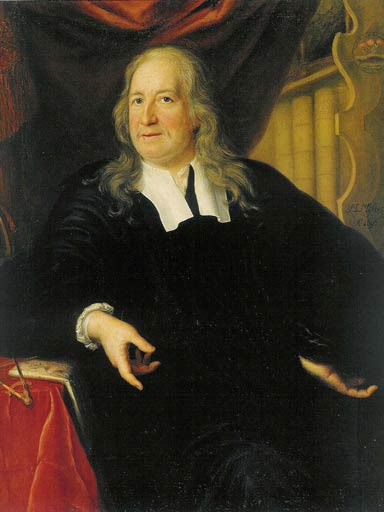
Olof Rudbeck, adepto do goticismo

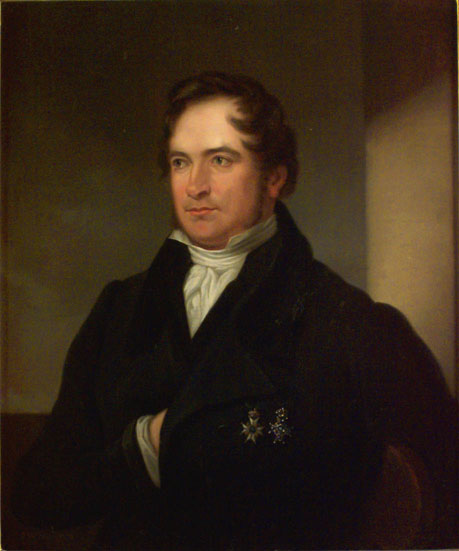
Erik Gustaf Geijer, membro da Associação Gótica (Götiska förbundet), e divulgador entusiasta do heroísmo dos víquingues

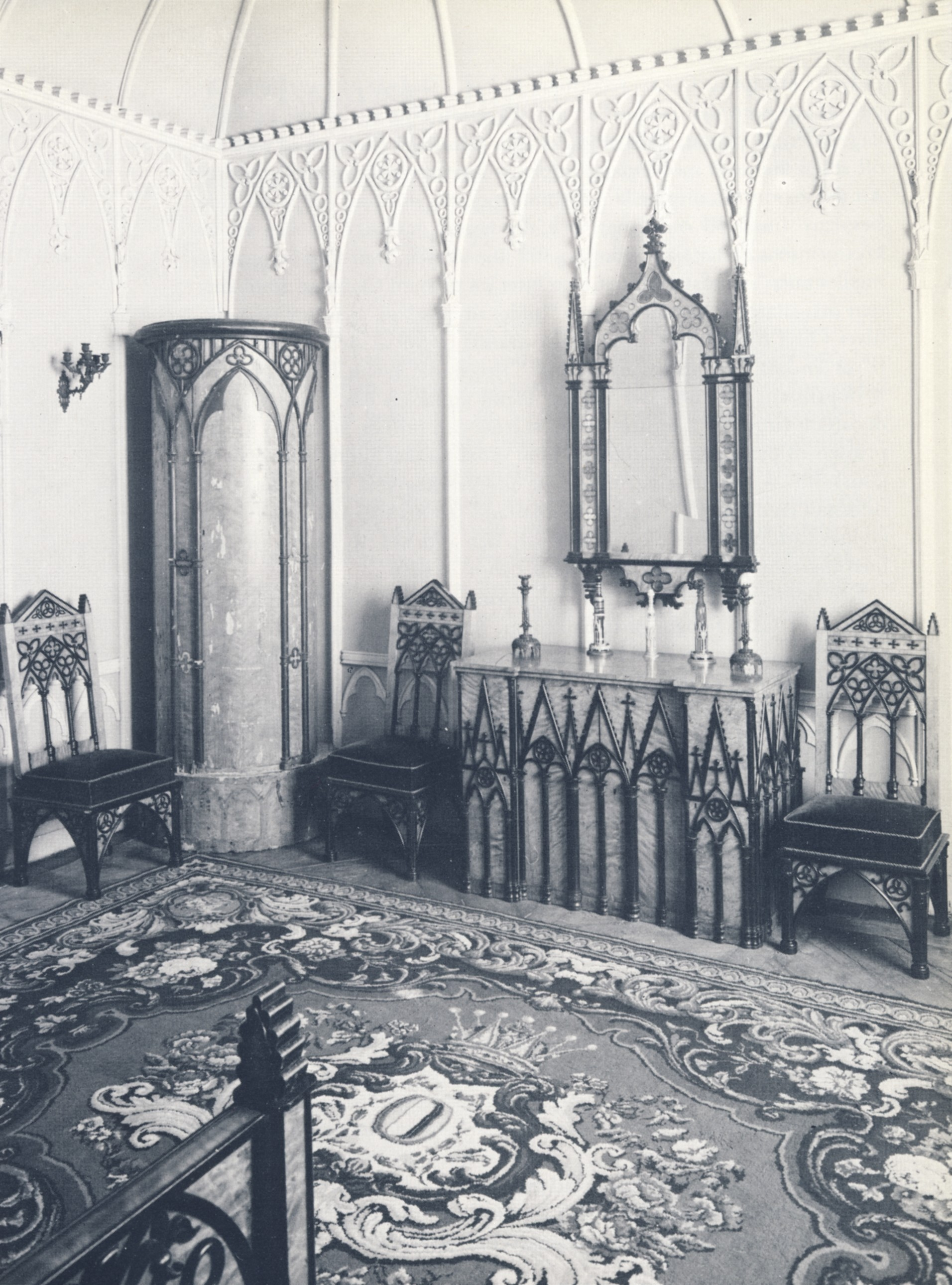
O Salão Gótico (Götiska rummet) do rei Óscar I no Palácio Real de Estocolmo

O goticismo (em sueco: göticism;  PRONÚNCIA) é um movimento cultural medieval patriótico na Suécia que surgiu no século XV, floresceu no século XVI e se estendeu até ao século XIX, centrado na crença em um passado glorioso do país, segundo a qual a ilha sueca da Gotlândia teria sido o berço cultural de grandes civilizações como a grega e a romana. 
O seu pilar fundamental era o mito dos Godos continentais, segundo o qual esse povo germânico seria originário da Escandinávia - tratando-se na opinião sueca dos Gautas (Götar) do sul da Suécia, enquanto que na opinião dinamarquesa se trataria dos Jutos (Jyder) do oeste da Dinamarca. 
 
Um segundo pilar era constituído pela convicção de que a personagem bíblica conhecida como Magog, neto de Noé, teria vindo para a Suécia, através da Rússia e da Finlândia, sendo assim o fundador e primeiro monarca do país em uma era longínqua.  Nesta perspetiva, a Suécia não era um país periférico da Europa, mas sim um dos países mais antigos do continente. 
Os fundadores desta concepção foram o arcebispo de Uppsala Nicolaus Ragvaldi (1380-1448), o teólogo Ericus Olai (ca 1420-1486), o erudito Johannes Bureus (1568-1652), o historiador Olof Rudbeck (1630-1702) e os irmãos Johannes Magnus (1488-1544) e Olaus Magnus (1490-1557).
A crença continuou em vigor no século XVII, quando a Suécia era uma grande potência após a Guerra dos Trinta Anos, mas perdeu a maior parte de sua influência no século XVIII. Foi revitalizada pelo romantismo nacional no início do século XIX, pela mão da Associação Gótica (Götiska förbundet) e de figuras literárias como Geijer e Tegnér, tendo, desta vez, as figuras heroicas dos viquingues como pilar. No século XX, foi reanimada por círculos nacionalistas.

## Origens
O nome é derivado do relato de Jordanes sobre a terra original dos godos ter sido na Escandinávia (Scandza). Os goticistas suecos acreditavam que os godos tinham a sua origem na Suécia. O movimento goticista tinha orgulho da tradição gótica que os ostrogodos e seu rei Teodorico, o Grande, que assumira o poder no Império Romano, tinha ascendência escandinava. Esse orgulho já estava expresso nas crônicas medievais, onde os cronistas escreveram sobre os godos como os antepassados dos escandinavos, e a ideia foi usada por Nicolaus Ragvaldi no Concílio de Basileia, para argumentar que a monarquia sueca foi a mais importante na Europa. Essa convicção esteve igualmente presente nas obras do escritor sueco Johannes Magnus (Historia de omnibus gothorum seonumque regibus) e seu irmão Olaus Magnus (Historia de gentibus septentrionalibus), causando grande impacto na ciência contemporânea da Suécia. Johannes Magnus fabricou uma lista de 240 monarcas góticos, começando por Magogue, usando como fontes diversas narrativas fantasiosas.

Alguns estudiosos na Dinamarca também tentaram identificar os godos com os jutos, no entanto, essas ideias não levaram ao mesmo e generalizado movimento cultural na sociedade dinamarquesa, como aconteceu na Suécia. Em contraste com os suecos, os dinamarqueses daquela época não apresentaram alegações de legitimidade política baseada em afirmações de que seu país tinha sido a pátria original dos godos e que a conquista do Império Romano fora uma prova de valor militar do seu próprio país e poder através da história.
Durante o século XVII, dinamarqueses e suecos disputaram a coleção e publicação dos manuscritos da Islândia, Sagas nórdicas e as duas Eddas. Na Suécia, os manuscritos islandeses se tornaram parte de um mito de origem e foram vistos como prova de que a grandeza e o heroísmo dos antigos Getas (Godos) foram passando através das gerações para a população atual. Esse orgulho culminou na publicação de Atland eller Manheim de Olaus Rudbeck (1679-1702), onde ele afirmava que a Suécia era idêntica à Atlântida.

## Nacionalismo romântico
Durante o século XVIII, o movimento goticista sueco tinha moderado um pouco, mas ressurgiu novamente durante o romantismo nacionalista a partir de 1800 e em diante com os escritores Erik Gustaf Geijer e Esaias Tegnér da Associação Gótica (Götiska förbundet). Na Dinamarca, o nacionalismo romântico despertou com escritores como Johannes Ewald, Nicolai Grundtvig (cuja tradução de Beowulf em dinamarquês foi a primeira numa linguagem moderna) e Adam Gottlob Oehlenschläger, com um interesse renovado nos antigos temas nórdicos. E, em outras partes da Europa, o interesse em mitologia nórdica, a história e a sua linguagem foram representados pelo inglês Thomas Gray, John Keats e William Wordsworth e os alemães Johann Gottfried Herder e Friedrich Gottlieb Klopstock.

## Arquitetura
No campo da arquitetura escandinava, o goticismo teve seu auge na década de 1860 e 1870, e sua influência continuou até cerca de 1900. O interesse nos antigos temas nórdicos levou à criação de uma arquitetura especial em madeira inspirada nas igrejas de madeira (stavkirke, em norueguês) e foi na Noruega que o estilo teve seu maior impacto. Neste estilo de arquitetura, muitas vezes são encontrados detalhes como cabeças de dragão, sendo também freqüentemente referido como "estilo dragão", arcadas falsas, colunas torneadas, sótão e telhado projetado.
O termo gótico deriva-se do povo Godo, que era considerado um "povo bárbaro" (grosseiro) no período do Renascimento. Assim este termo foi usado como metáfora no início da Renascença, para designar pejorativamente a tendência arquitetônica criada pela Igreja Católica da baixa Idade Média; referindo-se este como um estilo "bárbaro" e "grosseiro" quando comparado às tendências românicas da época (sendo o oposto de “clássico” e "harmonioso"), assim a arquitetura foi classificada como gótica; pois o povo Godo 